# Phaedrotoma megaera
Phaedrotoma megaera är en stekelart som först beskrevs av Fischer 1972.  Phaedrotoma megaera ingår i släktet Phaedrotoma och familjen bracksteklar. Inga underarter finns listade i Catalogue of Life.